# 杰诺拉
杰诺拉（義大利語：Genola），是意大利库内奥省的一个市镇。总面积13平方公里，人口2501人，人口密度192.4人/平方公里（2009年）。ISTAT代码为004096。

## 友好城市
- 阿根廷馬科斯化雷斯